# سی. بک‌اشتاین

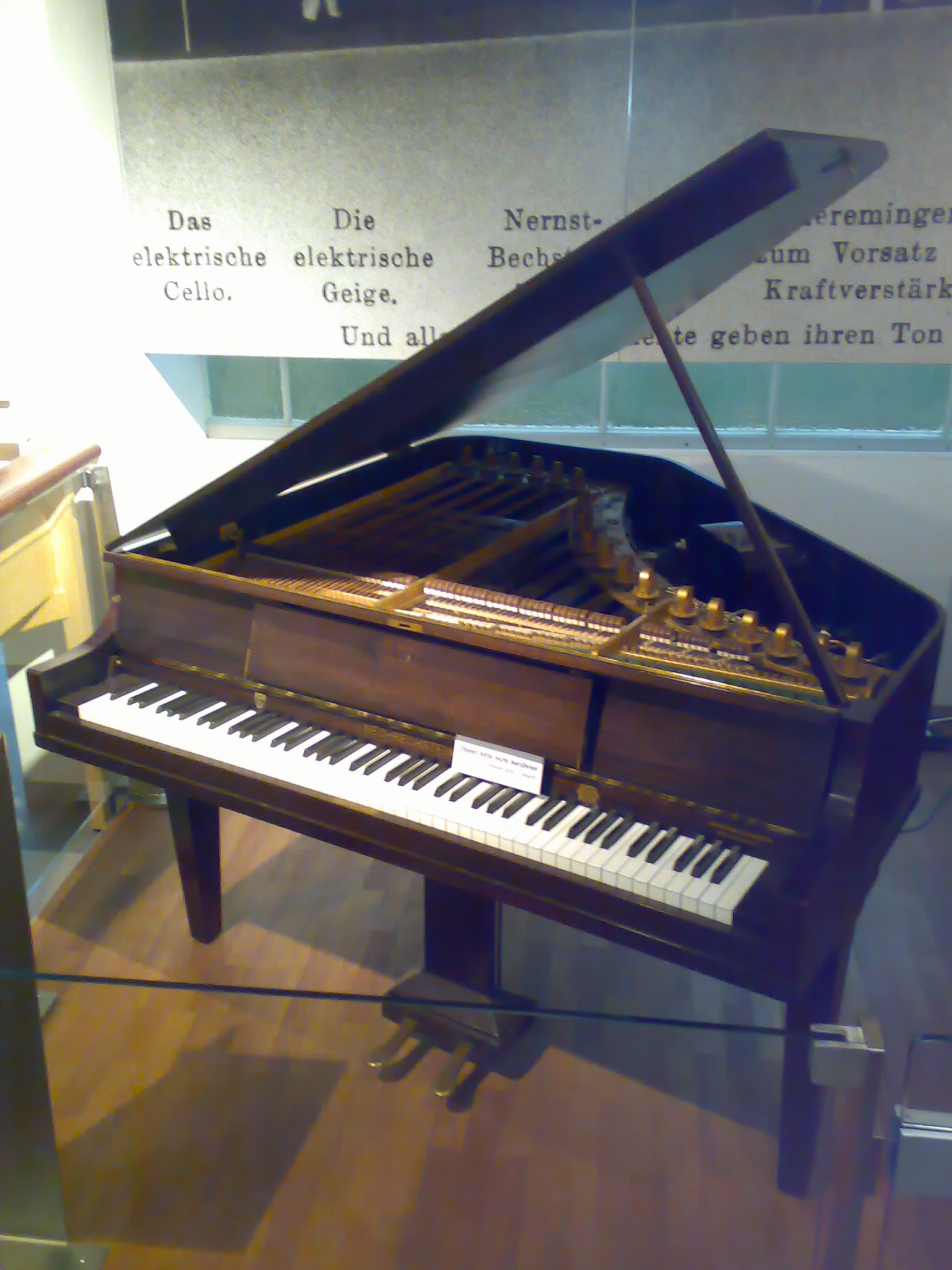
یکی از نخستین پیانوهای بِک‌اشتاین، به نمایش گذاشته‌شده در موزه تکنولوژی وین.

سی. بِک‌اشتاین (به آلمانی: C. Bechstein) سازندهٔ معتبر آلمانی پیانوهای دست‌ساز است. شرکت بک‌اشتاین در سال ۱۸۵۳ میلادی، توسط کارل بک‌اشتاین در برلین، آلمان تأسیس شد. پیانیست‌های بزرگ و سرشناس، و نیز ارکسترهای بزرگ و معروف جهان، از پیانوهای بک‌اشتاین استفاده می‌کنند.
در سال ۲۰۱۳، استفاده از عاج فیل بر روی کلیدهای پیانوی مدل لوئی پانزدهم ساخت بک‌اشتاین، با انتقادات گستردهٔ فعالان محیط زیست همراه شد.